# La Citadelle (film, 1989)
Pour les articles homonymes, voir La Citadelle.
La Citadelle (El kalaa) est un film algérien, réalisé par Mohamed Chouikh, sorti en 1989.

## Synopsis
Dans un village du Sud Oranais. Sidi, vendeur d'étoffes et de vêtements, est polygame. Son fils adoptif, Kaddour, rêveur naïf, tombe follement amoureux de l'épouse du cordonnier. Afin de s'octroyer les faveurs de la belle, il exécute un rituel recommandé par un marabout. Les villageois, indisposés par les faits et gestes de Kaddour, contraignent Sidi à le marier au plus vite. Mais la cérémonie est en réalité une farce…

## Fiche technique
Sauf indication contraire, les informations mentionnées dans cette section peuvent être confirmées par la base de données cinématographiques IMDb,  présente dans la section « Liens externes ».
- Titre : La Citadelle
- Titre original : El kalaa
- Réalisation : Mohamed Chouikh
- Scénario : Mohamed Chouikh
- Son : Mourad Louanchi
- Photographie : Allel Yahiaoui - Couleur
- Montage : Yamina Bachir-Chouikh
- Musique : Jawad Fasla
- Production : Mohamed Tahar Harhoura
- Pays d'origine :  Algérie
- Langue : Arabe algérien
- Durée : 96 minutes (1 h 36)
- Année de sortie : 1989

## Distribution
- Djillali Aïn-Tedeles : Sidi
- Khaled Barkat : Kaddour
- Fatima Belhadj : Nedjma
- Aïssa Momo : Aïssa
- Fettouma Ousliha : Helima
- Hamid Habati : le poète
- Mohamed Bouamari
- Sirat Boumediène
- Nawal Zaatar

## Commentaire
- Denise Brahimi parle, à propos du film de Mohamed Chouikh, d'enfermement et de théâtre de la cruauté[1]. Pour extrêmement fortes qu'elles puissent être, dit-elle, les images d'enfermement « échappent au pittoresque » parce qu'elles se révèlent très souvent symboliques.
- Elle cite, notamment, une scène que les spectateurs auront sûrement retenu : « une jeune femme, à bout de force et désespérée se cognant la tête contre la paroi rocheuse d'une sorte de grotte aménagée en habitat. Cette paroi est l'un des murs du harem où le seigneur, Sidi, enferme ses enfants et ses femmes. »[2]
- La Citadelle (El kalaa) invente ainsi une saisissante image d'enfermement. « Enfermement à l'intérieur des murs, enfermement dans des mariages forcés et dérisoires. »[2]
- Si le film de Mohamed Chouikh est forcément féministe, condamnant patriarcat et polygamie, survivances d'une tradition désuète, il est aussi le reflet d'une situation historiquement bloquée.  « Ce qu'on croit comprendre, devant la colère et le désespoir qui s'emparent de l'héroïne féminine, c'est qu'ils correspondent au sentiment dominant éprouvé par la majorité de la population algérienne à ce moment de son histoire. »[3] Celle-ci aura sans doute compris ce film comme étant la reproduction de l'état du pays. « Ainsi s'explique l'impact d'un film qui utilise admirablement la polyvalence des images pour de multiples dénonciations. »[2]